# Contea di Cassia
La contea di Cassia (in inglese Cassia County) è una contea dello Stato dell'Idaho, negli Stati Uniti. La popolazione al censimento del 2000 era di 21 416 abitanti. Il capoluogo di contea è Burley.